# Gmundener Prachtwerk

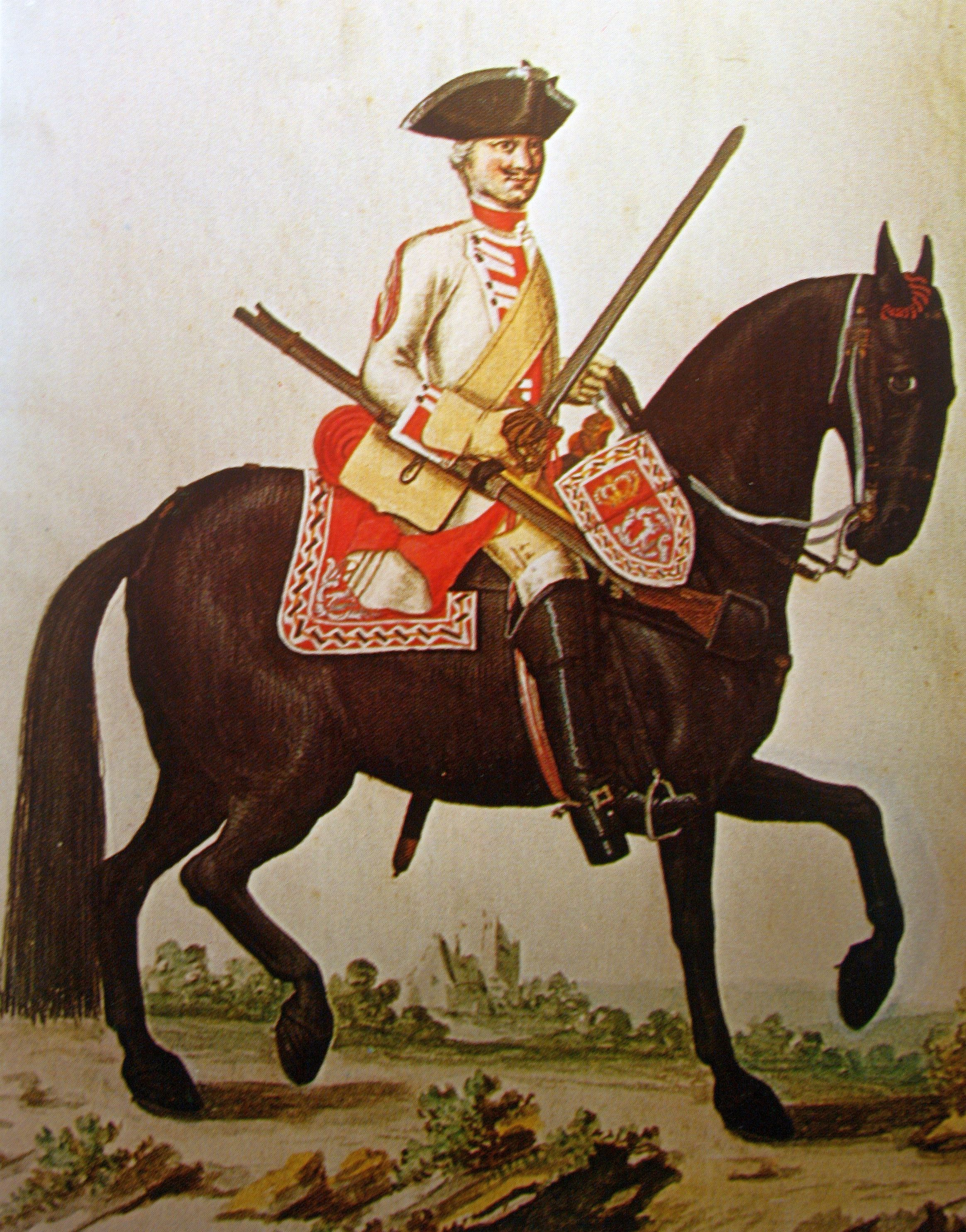
Dragonerregiment von Veltheim (D I), 1760

Das Gmundener Prachtwerk oder Gmundner Prachtwerk ist eine Handschrift mit farbigen Uniformdarstellungen der Chur-Braunschweig-Lüneburgischen Armee und befindet sich im welfischen Archiv in Gmunden. Die Bezeichnung als Gmundener Prachtwerk für diese Handschrift ist erst seit etwa 1914 üblich geworden. Ein Teil dieser Darstellungen entstand um 1760, der andere in den 1780ern. Das Werk wurde 1976 und 1981 in zwei Bänden veröffentlicht.

## Der erste Band
Der erste  Band beinhaltet 47 Uniformtafeln aus der Zeit des Siebenjährigen Krieges, geordnet in Infanterie, Artillerie und Train, Kavallerie und leichte Truppen und Legion Britannique. Die Darstellungen sind künstlerisch sehr sorgfältig ausgeführt und sind, mit Ausnahme einiger etwas späterer Blätter zu Dragonern und Milizen, etwa 1761 entstanden.
In der Ausgabe von 1976 werden bei der Infanterie jeweils drei Regimenter auf einer Doppelseite vorgestellt. Dabei ist jedes Regiment durch einen Musketier dargestellt, mit Ausnahme der Garde, bei welcher auch ein Grenadier, sowie ein Grenadier der leichten Truppen gezeigt wird. Die Figuren sind alle in der gleichen Haltung und mit Ausrüstung gezeigt.
Bei der Kavallerie sind die Reiter-Regimenter durch jeweils eine Abbildung repräsentiert, die Dragoner-Regimenter durch zwei, wovon eine die Grenadiere zeigt. Die Soldaten sind zu Pferde mit Ausrüstung und den aufwendig verzierten Schabracken gezeigt.

## Der zweite Band
Im Betrachtungszeitraum dieses Bandes liegen die Einsätze hannoverscher Truppen in Minorca und Gibraltar während des Amerikanischen Unabhängigkeitskrieges, in Indien, im Feldzug in Flandern 1794 und die Kapitulation von 1803.
Die 19 Blätter mit Uniformabbildungen stammen etwa aus dem Zeitraum 1781-1791. Da die Infanterie vor 1787 noch strohgelbe (paillefarbene) Unterkleider hatten, danach aber weiße und die Uniformdarstellungen letztere zeigen, sind die Abbildungen wohl nach 1787 entstanden.
Im Vergleich zum ersten Band zeigt der zweite Band die Armee nach einer grundlegenden Reduktion, was die geringere Anzahl der Abbildungen erklärt. Die jüngere Serie des „Prachtwerks“ ist vielleicht nicht kunstvoll wie die ältere, im Vergleich mit anderen zeitgenössischen Werken aber sicher qualitativ hochwertiger. So zeigt J.G.F. Ronnenbergs 1791 erschienene „Abbildung der Chur-Hannoverschen Armee-Uniformen“ die Uniformen weit weniger genau, hat aber den Vorzug, neben jeweils einem Mann auch einen Offizier darzustellen.

## Galerie (Auswahl)

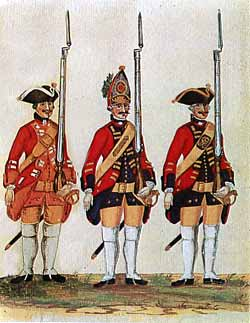
Infanterie-Regiment v. Hardenberg (links) und Fußgarde (Mitte und rechts), um 1761.
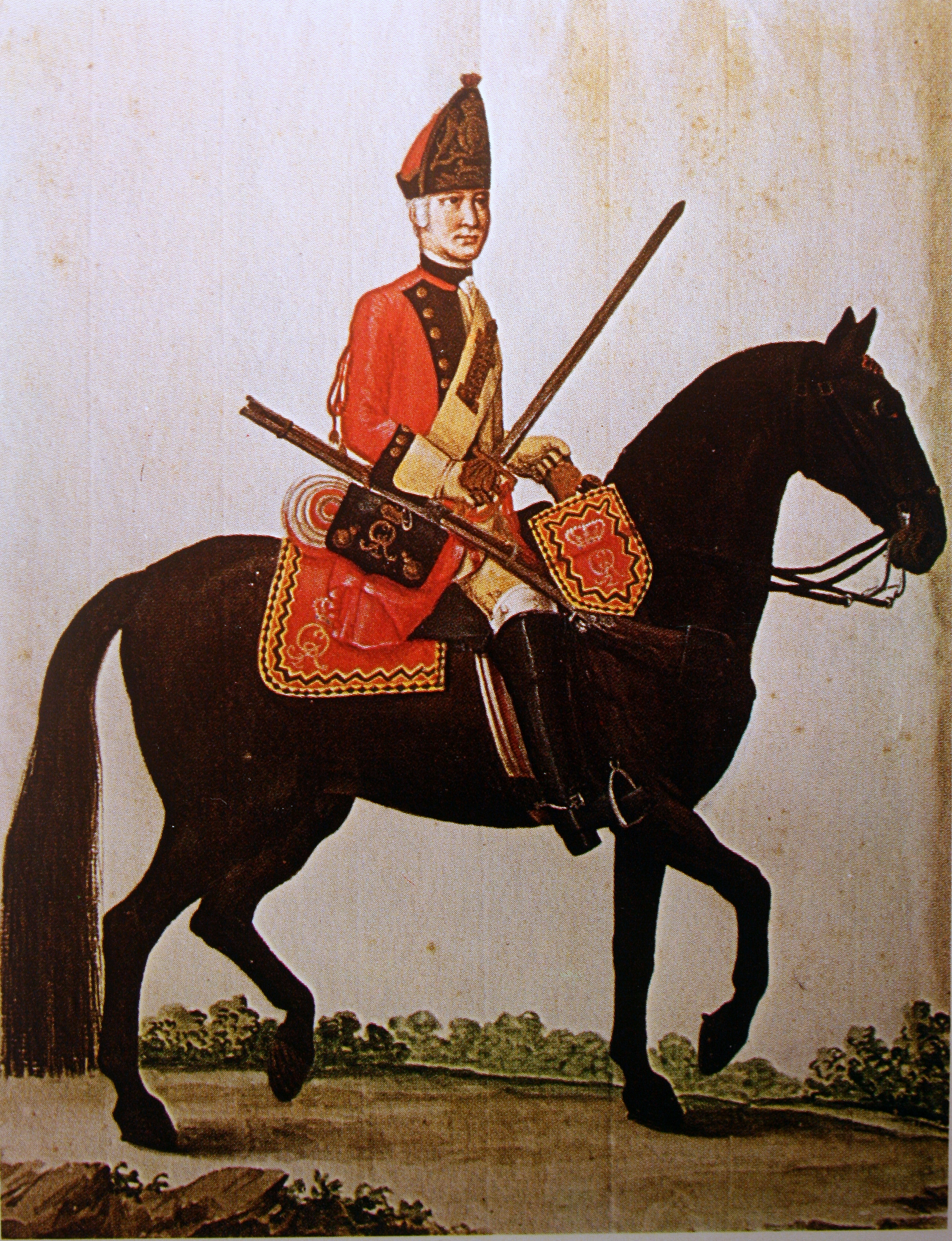
Grenadier à cheval (Garde zu Pferde B) 1761.
Dragonerregiment von Veltheim (D I), Grenadier 1760.
Dragonerregiment von Walthausen, 1760.